# 河流天使足球俱乐部
河流天使是一家位于尼日利亚河流州哈科特港的女子足球俱乐部，由伊莫州Mbaise的劳伦斯·埃泽王子成立于1986年，1991年河流州政府通过州长夫人阿贝女士获得了俱乐部的控制权，并更为现名，之前名为拉里天使足球俱乐部（Larry Angels F.C） ，是一支尼日利亚女子足球超级联赛的劲旅。

## 荣誉
- 尼日利亚女子足球超级联赛：1994，2010，2014，2015，2019
- 尼日利亚女子足协杯：2018，2017，2016，2014，2013，2012，2011，2010
- 尼日利亚女子足球超级杯：2018